# Со-Крік (Пенсільванія)
Со-Крік (англ. Saw Creek) — переписна місцевість (CDP) в США, в округах Пайк і Монро штату Пенсільванія. Населення — 4118 осіб (2020).

## Географія
Со-Крік розташоване за координатами 41°7′10″ пн. ш. 75°2′47″ зх. д. / 41.11944° пн. ш. 75.04639° зх. д. (41.119475, -75.046271).  За даними Бюро перепису населення США в 2010 році переписна місцевість мала площу 8,31 км², з яких 8,25 км² — суходіл та 0,06 км² — водойми.

## Демографія
Згідно з переписом 2010 року, у переписній місцевості мешкало 4016 осіб у 1394 домогосподарствах у складі 1064 родин. Густота населення становила 483 особи/км².  Було 2776 помешкань (334/км²).
Расовий склад населення:
| - 59,0 % — білих - 27,2 % — чорних або афроамериканців - 3,1 % — азіатів - 0,7 % — корінних американців - 5,8 % — осіб інших рас |

До двох чи більше рас належало 4,2 %. Частка іспаномовних становила 23,9 % від усіх жителів.
За віковим діапазоном населення розподілялося таким чином: 27,9 % — особи молодші 18 років, 61,3 % — особи у віці 18—64 років, 10,8 % — особи у віці 65 років та старші. Медіана віку мешканця становила 38,2 року. На 100 осіб жіночої статі у переписній місцевості припадало 94,0 чоловіків;  на 100 жінок у віці від 18 років та старших — 91,1 чоловіків також старших 18 років.
Середній дохід на одне домашнє господарство  становив 73 024 долари США (медіана — 54 906), а середній дохід на одну сім'ю — 76 922 долари (медіана — 60 060). За межею бідності перебувало 15,4 % осіб, у тому числі 22,0 % дітей у віці до 18 років та 2,2 % осіб у віці 65 років та старших.
Цивільне працевлаштоване населення становило 1241 особа. Основні галузі зайнятості: освіта, охорона здоров'я та соціальна допомога — 20,8 %, науковці, спеціалісти, менеджери — 14,8 %, мистецтво, розваги та відпочинок — 14,5 %.